# Mesosemia zonalis
Mesosemia zonalis is een vlindersoort uit de familie van de prachtvlinders (Riodinidae), onderfamilie Riodininae.
Mesosemia zonalis werd in 1885 beschreven door Godman & Salvin.